# Mödlareuth
Mödlareuth er en by med ca. 40 indbyggere (16 i Töpen kommune i Bayern, 24 i Gefell kommune i Thüringen) som ligger midt på grænsen mellem Bayern (Landkreis Hof) og Thüringen (Saale-Orla-Kreis). I 41 år gik grænsen mellem DDR og BRD midt igennem byen. Vejafstanden til Berlin og München er omkring 300 km.

## Historie
I 700-tallet var området omkring Mödlareuth tyndt beboet, med en overvejende del af det slaviske folkeslag men også af andre folkeslag. Bispedømmerne Zeitz og Würzburg grænsede her til hverandre. Efter grundlæggelsen af bispedømmet Bamberg år 1007 voksede områdets betydning. Landsbyen Mödlareuth nævntes for gang på skrift den 19. februar 1289.
I 1500-tallet blev den 6 km lange bæk Tannbach, som flyder gennem Mödlareuth, etableret som grænse mellem markgrevskabet Bayreuth og grevskabet Reuss-Schleiz. År 1810 kom floden igen til at danne grænse mellem Kongeriget Bayern og fyrstedømmet Reuss-Gera. Gennem århundreder mærkede befolkningen ikke meget til grænsedragningen. Der fandtes kun en skole og en kro, som både befandt sig i den reussiske del af Mödlareuth. Byens befolkning gik i kirke i den nærliggende bayerske kirke i Töpen, og endvidere havde Mödlareuth et fælles mandskor.
Efter slutningen af 2. verdenskrig kom Thüringen, som det tidligere fyrstedømme Reuss-Gera tilhørte fra 1920, til at indgå i den sovjetiske besættelseszone, medens Bayern tilhørte den amerikanske zone. I 1949, da Forbundsrepublikken Tyskland (BRD) og den Tyske Demokratiske Republik blev grundlagt, gik grænsen mellem de to tyske stater midt igennem Mödlareuth og der blev krævet passerseddel for at tage fra den ene del af byen til den anden.
I 1952 begyndte DDR at opføre et grænsehegn for at forhindre sine medborgere i at flygte til Forbundsrepublikken. Mödlareuth kom derefter til at befinde sig indenfor DDR-grænsens såkaldte beskyttelseszone. Indtil 1989 var zonen forbudt område for borgerne fra Forbundsrepublikken, og DDR-borgere fra andre dele af DDR måtte have passerseddel for at besøge DDR-siden af Mödlareuth. Beboerne i beskyttelseszonen som ansås for at være "upålidelige" af det socialistiske regime blev tvangsforflyttet, hvilket også påvirkede en del af Mödlareuths indbyggere. En mølle som stod midt på grænsen blev fjernet efter møllens beborede flygtede til Bayern.
Allerede samme år fortsatte DDR-myndighederne med at forstærke grænsen, ved at bygge et 2 meter højt hegn af træ, som i 1958 blev erstattet af et ståltrådshegn. 1966 opførte grænsetropperne i Mödlareuth og andre steder som lå nær grænsen en betonmur som lignede Berlinmuren. 1973 flygtede en DDR-borger over muren ved byens anden mølle, som kort tid efter også blev fjernet af grænsetropperne. Udenfor Mödlareuth bestod grænseanlægget af et metalhegn hvorpå der i 1963 blev monteret et automatisk skydeanlæg.
I de mere end fyrre år Tyskland var delt bevogtedes byens DDR-del dag og nat. Efterhånden blev muren en turistattraktion på vestsiden. De amerikanske soldater som var stationeret i området kaldte Mödlareuth for "Little Berlin".
De politiske omvæltninger i DDR, åbningen af grænsen i Berlin den 9. november 1989 og lokale protester førte til at en grænseovergang for fodgængere i Mödlareuth blev åbnet den 9 december 1989. Den 17 juni 1990 blev muren i Mödlareuth fjernet. En del af muren er bevaret som mindesmærke og er nu en del af Mödlareuths frilandsmuseum.

## Mödlareuth i dag
Administrativt tilhører den thüringske del af byen Mödlareuth i dag til byen Gefell og den bayerske del til landkommunen Töpen.
I dag kan man uhindret færdes fra den ene halvdel af landsbyen til den anden halvdel, men nogle forskelle er der stadig. På grund af at de to halvdele tilhører to forskellige tyske delstater er der forskellige byskilte, landkredse, kommuner og postnumre, indbyggerne vælger adskilt og sender deres børn i to forskellige skoler.
Med linje 710 er der forbindelse til Gefell og derfra til byerne Schleiz, Hirschberg, Hof, Tanna og Plauen.
I Mödlareuth befinder der sig siden 1994 frilandsmuseet Mödlareuth. Det består til dels af en del af den oprindelige betonmur og til dels af et genopbygget grænseanlæg, som var typiske for DDR-grænsen ved Mödlareuth.
Landsbyens historie har inspireret miniserien Tannbach – Schicksal eines Dorfes, der handler om den fiktive landsby Tannbach ved den indre tyske grænse og dens udvikling efter slutningen på 2. verdenskrig.

## Film
- Himmel ohne Sterne. Tysk spillefilm, 1955, Regie: Helmut Käutner.
- Halt! Hier Grenze - Auf den Spuren der innerdeutschen Grenze. Tysk dokumentarfilm, 2005.
- Andreas Kieling: Mitten im wilden Deutschland (1/5). Tysk dokumentarfilm, 2009.
- Tannbach – Schicksal eines Dorfes. Dokumentarfilm, Tyskland/Tjekkiet 2014, Regie: Alexander Dierbach.
- Tannbach I og II. Spillefilm, Tyskland/Tjekkiet 2017, Regie: Alexander Dierbach. ZDF-serie i seks dele, 2015 0g 2018.